# Erythrops alborana
Erythrops alborana är en kräftdjursart som beskrevs av Mihai Bacescu 1989. Erythrops alborana ingår i släktet Erythrops och familjen Mysidae. Inga underarter finns listade i Catalogue of Life.